# 33002 Everest
33002 Everest è un asteroide della fascia principale. Scoperto nel 1997, presenta un'orbita caratterizzata da un semiasse maggiore pari a 2,9947816 UA e da un'eccentricità di 0,1139677, inclinata di 5,19159° rispetto all'eclittica.
È dedicato al monte Everest, la vetta più alta dell'intero pianeta.